# Senat uczelni
Senat uczelni – kolegialny organ uczelni, działający w oparciu o przepisy prawa i statut danej uczelni. Uczelnie w ramach swojej autonomii określają samodzielnie skład senatu, tryb wyboru i procentowy udział w składzie senatu przedstawicieli nauczycieli akademickich, doktorantów, studentów oraz pracowników niebędących nauczycielami akademickimi, tryb zwoływania posiedzeń oraz tryb pracy tego organu. W przypadku uczelni publicznej kadencja senatu trwa cztery lata.

## Kompetencje ustawowe
W myśl art. 28 ust. 1 ustawy z dnia 20 lipca 2018 r. – Prawo o szkolnictwie wyższym i nauce do kompetencji senatu uczelni należy:
- uchwalanie statutu
- uchwalanie regulaminu studiów
- uchwalanie strategii uczelni i zatwierdzanie sprawozdania z jej realizacji
- powoływanie i odwoływanie członków rady uczelni
- opiniowanie kandydatów na rektora
- przeprowadzanie oceny funkcjonowania uczelni
- formułowanie rekomendacji dla rady uczelni i rektora w zakresie wykonywanych przez nich zadań
- nadawanie stopni naukowych i stopni w zakresie sztuki
- nadawanie tytułu doktora honoris causa
- ustalanie warunków, trybu oraz terminu rozpoczęcia i zakończenia rekrutacji na studia i na kształcenie specjalistyczne
- ustalanie programów studiów, studiów podyplomowych i kształcenia specjalistycznego
- ustalanie programów kształcenia w szkołach doktorskich
- określanie sposobu potwierdzania efektów uczenia się
- wskazywanie kandydatów do instytucji przedstawicielskich środowiska szkolnictwa wyższego i nauk

## Skład senatu
W skład senatu wchodzą:
- w publicznej uczelni akademickiej:

a) profesorowie i profesorowie uczelni, którzy stanowią nie mniej niż 50% składu senatu
b) studenci i doktoranci, którzy stanowią nie mniej niż 20% składu senatu
c) nauczyciele akademiccy zatrudnieni na stanowiskach innych niż określone w lit., a i pracownicy niebędący nauczycielami akademickimi, którzy stanowią nie mniej niż 25% składu senatu
- w publicznej uczelni zawodowej:

a) nauczyciele akademiccy posiadający co najmniej stopień doktora, którzy stanowią nie mniej niż 50% składu senatu
b) studenci, którzy stanowią nie mniej niż 20% składu senatu
c) nauczyciele akademiccy nieposiadający stopnia doktora i pracownicy niebędący nauczycielami akademickimi, którzy stanowią nie mniej niż 25% składu senatu